# De blinde
De Blinde is een schilderij van de Vlaamse kunstschilder Gustave Van de Woestyne. Het schilderij uit 1910 is uitgevoerd in olieverf op doek en behoort tot de collectie van het Koninklijk Museum voor Schone Kunsten Antwerpen.

## Beschrijving
Gustave Van de Woestyne schilderde in Leuven een hele reeks portretten van boeren zoals De blinde. De man zit dicht op het schilderijoppervlak en lijkt niet in, maar vóór het landschap te staan. De kleine hooiopper op de achtergrond toont aan dat de man een boer is. Een groot zwart vlak stelt zijn kledij voor en geeft de figuur een monumentaal karakter. Het aangezicht is nauwkeurig geschilderd met veel aandacht voor de rimpels rond ogen en mond.
Het portret doet sterk denken aan de manier waarop de Vlaamse primitieven hun opdrachtgevers voorstelden, zoals het portret van Filips van Croy van Rogier van der Weyden. Toch zijn er opvallende verschillen: Rogier van der Weyden schilderde een edelman, Gustave van de Woestyne een boer. Bovendien is het schilderij geen echt portret van een individu maar eerder van een type. Het stelt de mens voor die zich blind maakt voor de wereld en teruggetrokken is in zichzelf.